# Gorod Zero
Gorod Zero é um filme de soviético de 1989 dirigido por Karen Shakhnazarov. 
Foi selecionado como representante da União Soviética à edição do Oscar 1990, organizada pela Academia de Artes e Ciências Cinematográficas.

## Elenco
- Leonid Filatov - Alexey Varakin
- Oleg Basilashvili - Vasily Chugunov
- Vladimir Menshov - Nikolay Smorodinov
- Armen Dzhigarkhanyan - Pavel Palych